# Клише
Клише (из француског: cliché) је фраза, израз, или идеја која је била у прекомерној употреби до те мере да је изгубила своју првобитну снагу, новину, посебно ако је у неком тренутку сматрана изразито снажном или новом. Обично се користи у негативној конотацији.

## Идентификација
Израз клише може да се примени на готово сваку ситуацију, карактеризацију, фразу или објекат - укратко на сваки знак, који је постао претерано уобичајен или употребљаван.
Како су уобичајеност и употребљаваност категорије које зависе од времена и места, да ли је нешто клише или не у великој мери зависи од тога, ко употребљава дати израз, у ком контексту, и ко оцењује да ли се ради о клишеу.
Значење одређеног клишеа може да се мења током времена, што често доводи до конфузије или погрешне употребе.

## Друга значења
Израз клише се такође користи и у штампању (стереотип).